# Mieczysław Gągorowski
Mieczysław Gągorowski, ps. „Mietek” (ur. 1 stycznia 1922, zm. 24 października 1952 w Warszawie) – ppor. NOW/AK, jeniec oflagów.

## Życiorys

### Wczesne życie
Syn Józefa i Jadwigi z Dolmanów. W 1940 zdał maturę w Liceum im. gen. Józefa Sowińskiego w Warszawie.

### Konspiracja
Praca w konspiracji SN od lutego 1940 na tajnych kompletach nauczania. Od 1942 w NOW/AK. Uczestnik powstania warszawskiego, walczył na Woli, Starówce i w Śródmieściu w Zgrupowaniu AK mjr. Bartkiewicza.
Po kapitulacji powstania więzień oflagów w Bergen-Belsen i Lubece. W styczniu 1946 powrót do kraju przez „zieloną granicę”, kontynuacja pracy w konspiracji w komórce mikro-foto przy prezydium SN.

### Aresztowanie, śmierć
Aresztowany w kwietniu 1946 i skazany na 6 lat więzienia, zwolniony w 1949 na mocy amnestii. W 1951 wznowił działalność konspiracyjną w tzw. Punkcie Informacyjnym podlegającym Radzie Politycznej SN na emigracji. Aresztowany ponownie 28.11.1951 i skazany na karę śmierci. Rozprawa odbyła się 25 kwietnia przed WSR w Warszawie. Na ławie oskarżonych zasiedli także Adam Mirecki, Władysław Lisiecki, Aniela Gliniak i Sylwester Szok. Sąd w składzie: przewodniczący – ppłk Mieczysław Widaj, sędziowie – kpt. Jerzy Drohomirecki, por. Jan Paramonow, prokurator wojskowy – mjr Mieczysław Bogucki.
Sentencja wyroku: „...skorzystawszy w 1949 r. z dobrodziejstwa amnestii, po wyjściu z więzienia powraca na drogę zbrodniczej działalności przeciw Polsce Ludowej. Wykazał, że żadne środki natury represyjno-wychowawczej nie są w możności odwieść go od drogi walki z ustrojem Państwa Polskiego i dlatego jedyną karą dla skazanego jest kara śmierci”.
9 lipca 1952 NSW utrzymał wyrok w mocy, a decyzją z 17 października prezydent Bierut nie skorzystał z prawa łaski.
Wyrok wykonano 24 października 1952 w Więzieniu Mokotowskim przez rozstrzelanie wraz z W. Lisieckim i A. Mireckim. Grób symboliczny znajduje się w Kwaterze na Łączce Cmentarza Wojskowego.